# Persan iranien
Pour les articles homonymes, voir Persan (homonymie).
Le persan iranien (ou persan occidental, parsi) est une langue iranienne parlée principalement en Iran.

## Localisation des locuteurs
Le persan iranien est parlé en Iran, mais aussi en Afghanistan et au Pakistan ainsi que dans certains pays du golfe Persique (Bahreïn, Irak, Oman, République démocratique populaire du Yémen, Émirats arabes unis) et par d'importantes communautés émigrées dans de nombreux pays du monde, principalement aux États-Unis.

## Dialectes
Les dialectes suivants existent : abadani, araki, bandari, basseri, esfahani, kashani, kermani, ketabi, mahalhamadani, mashadi, qazvini, sedehi, shahrudi kazeruni, shirazi, ancien shirazi, shirazjahromi, tehrani, yazdi,.
Le dari et le tadjik sont pratiquement identiques, avec de légères différences lexicales. Le dari est classé comme l'autre membre de la macro-langue du persan par les ethnologues et le tadjik comme une langue à part entière.

## Utilisation
Le persan iranien est parlé par un peu moins de 50 millions de personnes en Iran en 2016, pour un total de 52 490 820 dans le monde. Il est utilisé dans tous les domaines par des personnes de tous âges, qui utilisent aussi notamment l'anglais, le lori du Nord et du Sud et l'azéri du Sud, et il est enseigné dans les écoles primaires et secondaires.

## Statut légal
Le persan est défini comme langue officielle de l'Iran  par l'article 15 de la Constitution de la République islamique de 1979.

## Écriture
Le persan peut s'écrire avec l'alphabet arabe (Naskh) ou l'alphabet perso-arabe (Nastaliq).